# ミッドレンジコンピュータ
ミッドレンジコンピュータは、企業の基幹業務などに利用される、中型（中規模、中クラス）のコンピュータである。

## 概要
厳密な定義は無い。2016年現在ではおおざっぱに、メインフレームなどを指す「大型」と、PCサーバやパーソナルコンピュータなど、あるいはより小さい「小型」の間にあるシステムのコンピュータを指している。いわゆる「オフィスコンピュータ」等である。
なお歴史的理由から、Unix系以外、あるいはサーバと呼ばれる以外の、メインフレームからの影響が大きい、ないしは独自のシステムを持つものを特に指す、といった用法の場合がある。

## 主なミッドレンジコンピュータ
（英語版記事を元にしているため、海外企業のみ）
- DEC（PDPシリーズ）
- データゼネラル
- HP（HP 3000シリーズ）
- IBM（System/3、System/34、System/32、System/36、System/38、AS/400、更にブランド名称変更されたiSeries、System i、Power Systemsのiエディション）
- Sun（SPARC Enterpriseシリーズ）

## 歴史
ミッドレンジコンピュータの領域は1960年代に生まれ、その中ではミニコンピュータが広く知られている。PDPシリーズの最初のモデルはPDP-1である。しかし、IBM 1401など他にもいくつかの「メインフレームの主流よりは下の、普及レンジ」のコンピュータといったものは存在している。また日本では、いわゆる「オフィスコンピュータ」は日本独自に発展した製品分野とされることもあり、情報処理学会のバーチャル「コンピュータ博物館」ではオフィスコンピュータの歴史として、やはり1960年代前半から機種を挙げている。
歴史的にはミッドレンジコンピュータは、メインの大型コンピュータよりも中小規模のビジネス用や、大企業の支店用や部門用に販売された。
クライアントサーバモデルにより、「クライアント」コンピュータに「サーバ」としてサービスを提供（サーブする）するようになると、サーバとも呼ばれるようになった（あるいは、そのような製品群が分化した）。

## 備考
- 電子情報技術産業協会（JEITA）の統計では、当初は「ミッドレンジ」に「サーバ」も含めていたが、2005年度から「ミッドレンジ」の表現が消え、「サーバ」または「独自OSサーバ」となった[2]。